# روزنامه الفت
روزنامه الفت نام یکی از نشریات دوران مشروطه در همدان است. در سال ۱۳۲۵٫ق سید محمد یوسف‌زاده غمام همدانی، به منظور پیشبرد مقاصد آزادی‌خواهی خود، پس از تأسیس انجمن اتحاد، روزنامه الفت را منتشر نمود که مدیریت روزنامه با خود غمام بود. روزنامه الفت به صورت هفتگی و در چهار صفحه در بیست و شش ربیع الاول سال ۱۳۲۵٫ق انتشار یافت. قیمت اشتراک سالیانه روزنامه در همدان یک تومان و در سایر شهرهای ایران پانزده قران بود که هزینه پست را نیز در برمی‌گرفت. «الفت» پس از انحلال انجمن اتحاد تعطیل شد و غمام همدانی بعدها اتحاد را منتشر نمود.